# Hällstads socken
Hällstads socken i Västergötland ingick i Ås härad, ingår sedan 1974 i Ulricehamns kommun och motsvarar från 2016 Hällstads distrikt.
Socknens areal är 37,82 kvadratkilometer varav 36,26 land. År 2000 fanns här 472 invånare. Orten Älmestad samt sockenkyrkan Hällstads kyrka ligger i socknen.   

## Administrativ historik
Socknen har medeltida ursprung.  
Vid kommunreformen 1862 övergick socknens ansvar för de kyrkliga frågorna till Hällstads församling och för de borgerliga frågorna bildades Hällstads landskommun. Landskommunen uppgick 1952 i Hökerums landskommun som 1974 uppgick i Ulricehamns kommun. Församlingen utökades 2006.
1 januari 2016 inrättades distriktet Hällstad, med samma omfattning som församlingen hade 1999/2000.  
Socknen har tillhört län, fögderier, tingslag och domsagor enligt vad som beskrivs i artikeln Ås härad. De indelta soldaterna tillhörde Älvsborgs regemente, Ås kompani och Västgöta regemente, Elfsborgs kompani.

## Geografi
Hällstads socken ligger nordväst om Ulricehamn. Socknen är en kuperad sjörik skogsbygd med inslag av odlingsbygd.

## Fornlämningar
Boplatser och en hällkista från stenåldern är funna. Från bronsåldern finns gravrösen, stensättningar, skålgropsförekomster och en hällristning.  Från järnåldern finns sju gravfält, där ett vid Hov innehåller kammargravar från vikingatid.

## Namnet
Namnet skrevs 1299 Hälfstadh och kommer från kyrkbyn. Efterleden är sta(d), 'plats'. Förleden är troligen mansnamnet Hälf.